# ناصر صباح الأحمد الصباح
الشيخ ناصر صباح الأحمد الصباح (27 أبريل 1948 - 20 ديسمبر 2020)؛ النائب الأول لرئيس مجلس الوزراء وزير الدفاع الأسبق بدولة الكويت خلال الفترة 11 ديسمبر 2017 حتى 18 نوفمبر 2019 وهو الإبن الأكبر للشيخ صباح الأحمد الجابر الصباح أمير دولة الكويت الأسبق. 
كان يُنظر إليه على أنهُ المسؤول الرئيس لمشروع مدينة الحرير، الذي يعد أحد المشاريع الضخمة في الكويت باستثمارات تُقدر بأكثر من 100 مليار دولار أمريكي. 

## عن حياته
ولد الشيخ ناصر صباح الأحمد في قصر الشعب بتاريخ 27 أبريل 1948 وعاش وتربى بعد ذلك بقصر دسمان وهو الابن الأكبر للشيخ صباح الأحمد الصباح أمير الكويت الأسبق من زوجته الشيخة فتوح السلمان الحمود الصباح
حظى الشيخ ناصر بتعليم خاص حيث أرسله والده في منتصف الستينيات إلى مدرسة سانت جروح التي تأسست 1899 بمدينة القدس والتحق الشيخ ناصر بعد ذالك بجامعة الكويت حيث درس القانون 

### مناصبه
- بتاريخ 7 ديسمبر 1999 صدر مرسوماً بتعيينه مُستشارًا خاصًا لسمو ولي العهد رئيس مجلس الوزراء. [4]
- وبتاريخ 11 فبراير 2006 صدر مرسوماً بتعيينه وزيرًا لشؤون الديوان الأميري. [5]
- وبتاريخ 11 ديسمبر 2017 صدر مرسوماً بتشكيل الحكومة حيث عُين نائباً أول لرئيس مجلس الوزراء ووزيراً للدفاع [6] وبتاريخ 18 نوفمبر 2019 صدر أمر أميري بأعفائه من منصبه. [7]
- وبتاريخ 31 ديسمبر 2019 صدر مرسوماً بتعينه نائباً لرئيس المجلس الأعلى للتخطيط والتنمية وشغل المنصب حتى وفاته في 20 ديسمبر 2020. [8]

## الفنون والثقافة
أسس الشيخ ناصر صباح الأحمد دار الآثار الإسلامية، وهي مؤسسة ثقافية كويتية تضم مجموعة فنية كويتية خاصة، يمتلكها الشيخ ناصر وزوجته الشيخة حصه صباح السالم الصباح. كان الشيخ ناصر صباح الأحمد عضوًا فخريًا في مجلس أمناء متحف المتروبوليتان للفنون في مدينة نيويورك.

## حياته العائلية
تزوج في عام 1969 من الشيخة حصة صباح السالم الصباح، ولهما من الأبناء:
- الشيخة دانه - رئيسة مجلس أمناء الجامعة الأمريكية في الكويت
- الشيخ عبدالله.
- الشيخ فهد - رئيس اللجنة الأولمبية الكويتية
- الشيخة بيبي.
- الشيخ صباح - سفير دولة الكويت لدى المملكة العربية السعودية
- الشيخة فتوح.

## وفاته
أعلن الديوان الأميري الكويتي عن وفاة الشيخ ناصر صباح الأحمد الجابر الصباح في يوم الأحد 20 ديسمبر 2020 ميلاديّا، الموافق 5 جمادى الأولى 1442 هجريّا، وذلك في مستشفى الأحمدي في الكويت عن عمر ناهز 72 عامًا بعد صراع طويل مع المرض، ودُفن في اليوم التالي في مقبرة الصليبيخات.